# جاده ئی۸۹ اروپا
جاده ئی۸۹ اروپا (به انگلیسی: European route E89) یکی از جاده‌های اصلی قاره اروپا است که در کشور ترکیه قرار دارد.
این جاده که از شهر گرده شروع شده، در شهر آنکارا به پایان می‌رسد و ۱۴۷ کیلومتر مسافت دارد.